# Кратер із зображенням Ганімеда і Зевса у подобі лебедя
Кратер із зображенням Ганімеда і Зевса у подобі лебедя — художньо вартісний зразок кераміки Стародавньої Греції у музеї Ханенків (Київ), що потребує рятувальної реставрації.

## Уславлена давньогрецька кераміка
Давньогрецька кераміка є найпоширенішою знахідкою в археологічних дослідженнях античної Греції, виявити її можна в усьому ареалі розселення стародавніх греків. Крім грецької метрополії, яка значною мірою збігалася з територією сучасної Греції, в нього входять: західне узбережжя Малої Азії, острови Егейського моря, острів Крит, частково острів Кіпр і заселені греками райони південної Італії. Як експортний товар, грецька кераміка, а разом з нею давньогрецький вазопис, потрапила в Етрурію, на Близький Схід, в Єгипет і Північну Африку. Розписну грецьку кераміку знаходять навіть у похованнях кельтської знаті.
Історики і мистецтвознавці знають тим більше про минувшину стародавніх цивілізацій, чим більше і ширше ці цивілізації використовували камінь, кераміку, метали, тобто довговічні матеріали. Важливим додатком до довготривалих матеріалів належать і старовинні написи, наявність у цивілізації писемної історії. Всі ці якості має і давньогрецька кераміка, що зробило її вартісними документами доби і бажаними знахідками у археологічних розкопках.
Стародавні греки розписували будь-які види глиняного посуду, що використовувався для зберігання, прийому їжі, в обрядах та святкуваннях. Вироби кераміки, оформлені особливо ретельно, приносили в дар храмам або вкладали в поховання. Пройшовши сильний випал, стійкі до впливів навколишнього середовища керамічні посудини і їхні фрагменти збереглися десятками тисяч, тому давньогрецький вазопис незамінний при встановленні віку археологічних знахідок.
Завдяки написам на вазах, збереглися імена багатьох гончарів і вазописців, починаючи з архаїчного періоду. У випадку, якщо ваза не підписана, щоб розрізняти авторів та їхні твори, стилі розпису, у мистецтвознавців прийнято давати вазописцям «службові» імена. Вони відображають або тематику розпису та її характерні риси, або вказують на місце виявлення або зберігання відповідних археологічних об'єктів.

## Опис твору

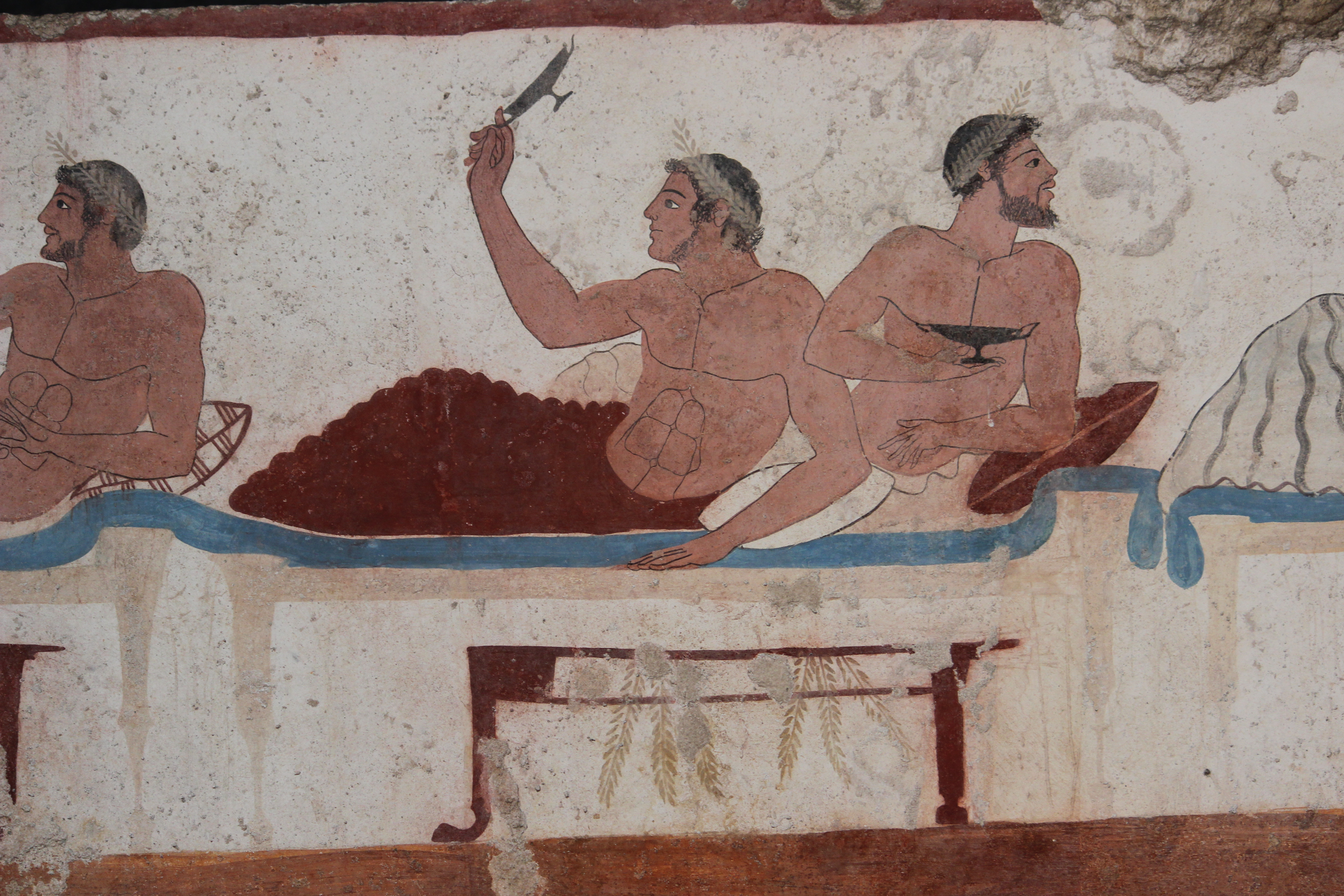
Пестум. Поховальна комора пірнальника. Сцена симпосія, стінопис на північній стіні

До художньо вартісних зразків кераміки Стародавньої Греції належить і кратер із зображенням Ганімеда і Зевса у подобі лебедя. Керамічний виріб датують четвертим століттям до н.е. З історії відомо, що розбитий на шматки кратер був знайдений на території сучасної Італії (можливо у місті Тарент), де десятиліттями тривали хижацькі розкопки з метою пошуку художніх скарбів і їх перепродажу колекціонерам.
Кратери використовували під час симпосіумів — вечірок, що мали первісно релігійне забарвлення, а згодом перетворились на зібрання вночі з філософськими та богословськими бесідами у вузькому колі та питтям тільки розведеного водою вина. Симпосіуми також стануть сюжетами для стінописів і зображень на керамічних вазах. Вживання нерозведеного вина у стародавніх греків вважалося варварським звичаєм і ознакою дикунства і нестриманості, бо панували настанови міри, стриманості почуттів і уникання у такий спосіб страждань. Вже розведене вино юнаки-чашники розливали напій по чашам учасників симпосіума. Все це ніби імітувало бенкети, котрі шанували і олімпійські боги.
Боки червонофігурного кратера прикрашають два сюжети. На одному — юнак з коштовними прикрасами на голові, руках і ногах, білий лебідь та сивий старий. За призабутими переказами, Зевс мав здатність обертатись на тварин. Так, він викрав красуню Європу, перетворившись на лагідного білого бика. Ще однією іпостассю бога був білий лебідь. Саме він і присутній на київському кратері. Юнак з коштовними прикрасами на голові, руках і ногах — це Ганімед, котрого Зевс обрав власним чашником на бенкетах. Ганімед підзиває до себе прекрасного птаха, не підозрюючи, що вже відбулася його зустріч із верховним богом, а його подальша доля вже визначена. Сивий старий — це педагог, дорослий раб, слуга і вихователь юнаків у заможних родинах, що всюди супроводжував свого вихованця. Сцена відбувається в умовному оточенні, позначеному ґрунтом і великою гірляндою зверху.
Понизу художник подав декоративний поясок із квітів. Ще у давнину кратер був розбитий і зараз складається із п'ятдесяти чотирьох (54) черепків. Всі фрагменти кратера під час попередніх реставраційно-відновлювальних робіт були склеєні, а дефекти заповнені пластиліном, розтріскану ніжку укріпили гіпсом (?). З часом використаний клей втратив клейкі властивості, як і пластилін. Це загрожує кратеру розвалом на окремі фрагменти від поштовхів або тривалого фроттажу. Кратер вимагає термінової реставрації на нових засадах з використанням сучасних реставраційних матеріалів.